# Конференція у Думбартон-Оксі (1944)

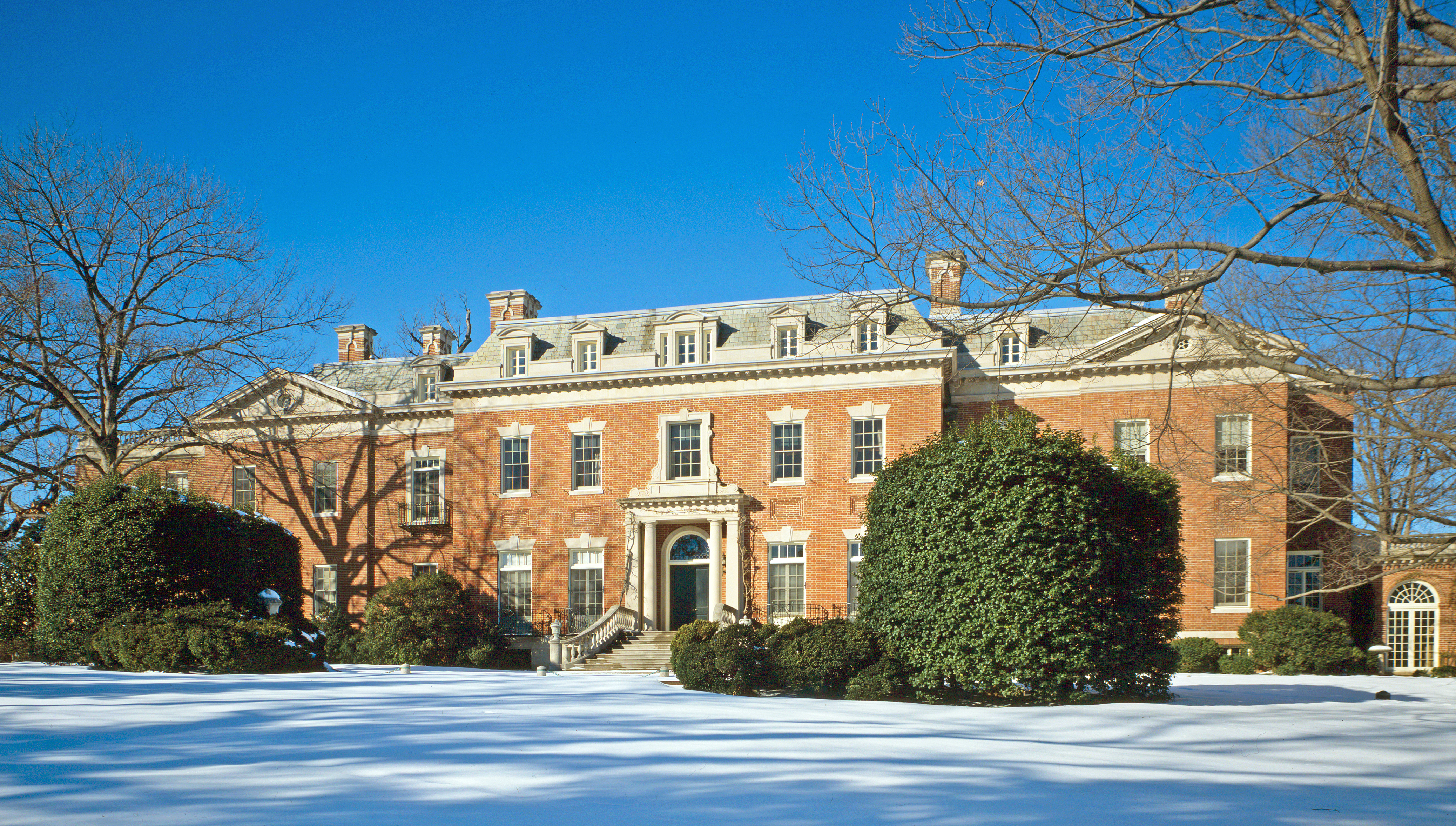
Місце проведення конференції

Думбартон-Окська конференція 1944 року — Проходила 21 серпня — 7 жовтня у садибі Думбартон-Оксі поблизу Вашингтона за участі представників чотирьох держав — Великої Британії, Китаю, СРСР і США. Скликана з метою якнайшвидшого створення всезагальної міжнародної організації для підтримки миру і безпеки.
На конференції відбувалися попередні переговори щодо розробки статуту такої організації. Переговори проводилися у два етапи, оскільки представники СРСР не бажали напряму зустрічатися з китайцями. З 21 серпня до 28 вересня між представниками Великої Британії (постійний заступник міністра закордонних справ Олександр Кадоган), СРСР (посол у США Андрій Громико) і США (заступник держсекретаря Едвард Стеттініус), 29 вересня — 7 жовтня — між представниками Великої Британії, США і Китаю.
Під час конференції обговорювалися проєкти структури майбутньої міжнародної організації, питання функцій її головних органів, завдання та основні засади діяльності й умови членства, принципи, покладені в основу статуту (були остаточно прийняті на конференції у Сан-Франциско у червні 1945 року).

Керівник радянської делегації Андрій Громико тут вперше офіційно порушив питання про те, що організація
…має включити до свого складу всі союзні республіки СРСР, які належать до категорії країн, що, як відомо, зробили найбільший внесок у спільні зусилля союзників під час війни.
Радянське керівництво намагалося цим зміцнити свої позиції в новоутворюваній міжнародній організації з огляду на більш вигідне становище США і Великої Британії, для яких була гарантована підтримка з боку країн Латинської Америки й Британської Співдружності Націй.
Цю пропозицію категорично відхилив президент США Франклін Рузвельт і 16 вересня Андрій Громико відкликав її. Під час проведення другої частини конференції розгляд цієї пропозиції заблокували представники США й Британії. Суперечки виникли і з приводу угоди про порядок голосування у Раді Безпеки — ключовому органі міжнародної організації, що мав відповідати за глобальну безпеку, і про склад країн засновників, що мали підписати статут організації. Дискусії з цих питань продовжувалися під час Кримської (Ялтинської) конференції у лютому 1945 року та Сан-Франциської конференції у квітні — червні 1945 року.
Результатом переговорів на Думбартон-Окській конференції стало підписання «Попередніх пропозицій щодо створення Загальної міжнародної організації з підтримки миру і безпеки». Також було запропоновано назву «Організація Об'єднаних Націй». Заключний документ конференції, опублікований у жовтні 1944 року, став предметом обговорення держав, що висловили невдоволення її рішеннями і запропонували низку поправок, які торкалися насамперед ролі Генеральної Асамблеї, проблеми представництва у Раді Безпеки тощо. Проте вони були відхилені лідерами США, СРСР, Великої Британії та Франції.